# Эскадренные миноносцы типа «Муракумо»
Эскадренные миноносцы типа «Муракумо» (яп. 叢雲型駆逐艦 Муракумогата кутикукан) — тип японских эскадренных миноносцев. Также известен как тип «Синономэ».

## Предыстория
Активное развитие миноносцев, наглядным подтверждением чему стала японо-китайской война, в частности-успешная атака на китайскую военно-морскую базу Вэйхайвэй, заставило японский Морской Генеральный штаб обратить внимание на корабли, способные бороться с ними. Основные принципы развития флота были сформулированы в программе 1896 года, по которой и были определены ТТХ первых японских эскадренных миноносцев. В 1896—1897 годах было заказано сразу 12 кораблей: 6 компании «Ярроу»(тип «Икадзути») и 6 компании «Торникрофт»(тип «Муракумо»).

## Строительство и конструкция
Проект эсминцев был создан на основе ранних британских представителей класса B, они являлись типичными представителями этого типа для начала XX века. Япония закупила несколько серий таких кораблей, а позже развернула их производство на своих верфях: всего в состав японского флота вошло около 55 единиц, последние из которых(типа «Камикадзэ») были построены в 1909 году.
Эсминцы строились по тому же техническому заданию, что и корабли постройки «Ярроу», но при этом имели существенные отличия, связанные прежде всего с применением более эффективных котлов конструкции Торникрофта. Большая паропроизводительность позволила уменьшить их число до трёх, перекомпоновать котельные отделения, спарив дымоходы и уменьшив таким образом количество дымовых труб с 4 до 2. Это дало кораблям нехарактерный для японских эсминцев того времени и в то же время менее заметный силуэт. В силу того, что котлы Торникрофта имели меньшую высоту, нежели котлы конструкции Ярроу, они не выступали над палубой, а из-за более низкого расположения центра тяжести улучшилась и остойчивость.
Эсминцы этого типа оказались мореходнее своих аналогов, построенных «Ярроу», несмотря на более чем на 10 % меньшее водоизмещение. Все корабли превысили контрактную скорость: на ходовых испытаниях «Усугумо» развил 30,37 узлов, «Кагэро» 30,45 узлов, а «Сирануи» 30,517 узлов.
В 1901—1902 компания «Торникрофт» дополнительно построила ещё два корабля по изменённому проекту(тип «Сиракумо»).

## История службы
К началу русско-японской войны «Кагэро», «Муракумо», «Югири», «Сирануи» числились в 5-м отряде истребителей, «Усугумо» и «Синономэ» — в 3-м. Действовали под Порт-Артуром. Корабли 3-го отряда участвовали в бою со «Стерегущим».
После начала войны была проведена модернизация, заключающаяся в замене носового 57-мм орудия на второе 76-мм (что дало японцам значительное преимущество в огневой мощи над русскими эсминцами), установке радиотелеграфной станции (для растяжки антенн которой между торпедными аппаратами пришлось поставить легкую грот-мачту), переносу камбуза из жилого отсека в небольшую рубку, размещенную за котельным вентилятором между первой и второй трубами. Всё это приблизило характеристики кораблей к более позднему типу «Харусамэ».
В ходе Цусимского сражения «Югири» получил повреждения при столкновении с «Харусамэ». Днём 28 мая истребители 5-го отряда приняли активное участие в преследовании русских эскадренных миноносцев, пытавшихся прорваться во Владивосток. «Муракумо» вёл бой с эсминцем «Быстрый», который смог на короткое время оторваться, но из-за острой нехватки угля был выброшен на корейский берег и взорван командой. «Кагэро» преследовал «Грозного», который в ходе боя нанёс ему повреждения и смог прорваться во Владивосток. «Сирануи» же вступил в тяжёлый бой с «Громким» и после часовой дуэли всё же потопил его, получив при этом более 20 попаданий и чудом уцелев в силу того, что попавшая в него русская торпеда не взорвалась.
Как и в случае с типом «Икадзути», высокой оказалась аварийность в мирное время. 10 мая 1909 года тайфуном были выброшены на берег и серьёзно повреждены «Муракумо» и «Синономэ». Оба были восстановлены: первый в Тоба, второй в Йокосука. «Синономэ» же 23 июля 1913 года он погиб в тайфуне у побережья Формозы. Тогда же был повреждён «Усугумо», но его удалось восстановить.
«Кагэро» осенью 1914 года в составе 13-го дивизиона эсминцев участвовал в блокаде Циндао.
После окончания Первой Мировой войны все пять оставшихся эсминцев были разоружены и позднее, в 1922—1925 годах списаны.

## Представители серии
| Название                                           | Место постройки                                      | Заложен              | Спущен на воду       | Введён в строй       | Судьба |
| -------------------------------------------------- | ---------------------------------------------------- | -------------------- | -------------------- | -------------------- | --- |
| Муракумо (яп. 叢雲 Гряда облаков)                  | John I. Thornycroft & Company, Чизик, Великобритания | 1 октября 1897 года  | 16 ноября 1898 года  | 29 декабря 1898 года | Использовался как плавучий склад с апреля 1919 года, как минный тральщик с июля 1920; как посыльное судно с апреля 1922, сдан на слом 4 июня 1925 |
| Синономэ (яп. 東雲 Утренняя заря)                  | John I. Thornycroft & Company, Чизик, Великобритания | 1 октября 1897 года  | 14 декабря 1898 года | 1 февраля 1899 года  | Потерпел крушение у берегов Тайваня 23 июля 1913 года; исключён из списков 6 августа 1913 года                                                    |
| Югири (яп. 夕霧 Вечерний туман)                    | John I. Thornycroft & Company, Чизик, Великобритания | 1 ноября 1897 года   | 26 января 1899 года  | 10 марта 1899 года   | Использовался как плавучий склад с апреля 1919 года, как минный тральщик с июля 1920; исключён из списков 1 апреля 1922 года                      |
| Сирануи (яп. 不知火 Фосфоресцирующий свет на море) | John I. Thornycroft & Company, Чизик, Великобритания | 1 января 1898 года   | 15 марта 1899 года   | 13 мая 1899 года     | Использовался как минный тральщик с апреля 1922 года, как посыльное судно с августа 1923 года; исключён из списков 25 февраля 1925 года           |
| Кагэро (яп. 陽炎 Марево)                           | John I. Thornycroft & Company, Чизик, Великобритания | 1 августа 1898 года  | 23 октября 1899 года | 31 октября 1899 года | Использовался как посыльное судно с апреля 1922 года; исключён из списков 25 февраля 1925 года                                                    |
| Усугумо (яп. 薄雲 Мелкие облака («барашки»))       | John I. Thornycroft & Company, Чизик, Великобритания | 1 сентября 1898 года | 1 января 1900 года   | 1 февраля 1900 года  | Использовался как минный тральщик с апреля 1922 года, как посыльное судно с августа 1923 года; сдан на слом 29 апреля 1925.                       |